# جاك ستيفنز (لاعب كرة قدم)
جاك ألكسندر ستيفنز (بالإنجليزية: Jack Alexander Stevens)‏ (مواليد 2 أغسطس 1997) هو لاعب كرة قدم إنجليزي محترف يلعب كحارس مرمى لفريق بورت فايل، على سبيل الإعارة من أكسفورد يونايتد. أمضى بعض الوقت في فرق الشباب في تشيلسي وبارنت وريدنغ، قبل أن يصبح محترفًا في أكسفورد يونايتد في أبريل 2016. تم إعارته إلى Cirencester Town وتاموورث وبورت فايل.